# Язвинка (притока Случі)
Я́звинка — річка в Україні, в межах Березнівського і Сарненського районів Рівненської області. Ліва притока Случі (басейн Прип'яті).

## Опис
Довжина 29 км, площа водозбірного басейну 345 км². Похил річки 0,8 м/км. Річкова долина нечітка, завширшки 2,5 км. Заплава двостороння, заболочена, завширшки до 500 м. Річище завширшки 10—25 м, місцями до 35 м, на значній протяжності випрямлене. Використовується як водоприймач осушувальної системи.
Колишня назва Муравиця.

## Розташування
Язвинка бере початок біля села Поляни, в межах Костопільської рівнини. Тече переважно на північ, впадає до Случі між селом Немовичі та містом Сарни.
Найбільші притоки: Рудинка (ліва), Муравинка (права).